# 肛門內括約肌
肛門內括約肌（英語：Internal anal sphincter, IAS）是肛管壁內的一層環形平滑肌，位於肛門外括約肌的深層。 它是直腸環肌層在末端的增厚延續，屬於非隨意肌，由自主神經系統控制。 肛門內括約肌在維持肛門靜息壓力方面扮演著主要角色，對保持排便自我控制（fecal continence）至關重要。

## 解剖
肛門內括約肌是一段長約2.5至4厘米、厚約0.5厘米的平滑肌管。它起源於直腸環肌層的末端增厚，向下延伸至肛管。其最下緣通常位於齒狀線（dentate line）下方約1至1.5厘米處，略高於肛門外括約肌的最末端部分。
在肛門內括約肌與外括約肌之間存在一個潛在的間隙，稱為括約肌間溝（intersphincteric groove），這個溝可以在體外觸摸到，對應肛緣（anal verge）的位置。 這個溝是診斷肛周膿瘍和進行內括約肌切開術（lateral internal sphincterotomy）時的重要解剖標誌。
直腸壁的縱行肌層會向下延伸，部分纖維與恥骨直腸肌（puborectalis muscle）的纖維匯合，形成聯合縱肌（conjoined longitudinal muscle），穿過肛門內、外括約肌之間的間隙，部分纖維附著於肛周皮膚，稱為肛門皺肌（corrugator cutis ani）。 此外，支持肛墊（anal cushions）的特賴茨肌（Treitz muscle）也接收來自肛門內括約肌和聯合縱肌的纖維。

## 神經支配
作為平滑肌，肛門內括約肌主要受自主神經系統調控，同時也受到腸神經系統（enteric nervous system）的影響。
- 交感神經：主要來自腰椎L1-L3節段，經腹主動脈旁神經叢、下腹下神經叢（inferior hypogastric plexus）及盆腔神經叢（pelvic plexus），最終到達內括約肌。[9][10] 交感神經興奮通常引起肛門內括約肌的收縮（興奮性），有助於維持肛門閉合。[11][10]
- 副交感神經：主要來自薦椎S2、S3、S4節段的盆腔內臟神經（pelvic splanchnic nerves），也稱為勃起神經（nervi erigentes）。[9][10] 這些神經纖維加入盆腔神經叢，支配內括約肌。[10] 副交感神經興奮通常引起肛門內括約肌的鬆弛（抑制性）。[11][10]
- 腸神經系統：位於直腸壁內的腸神經元介導了重要的直腸肛門抑制反射（Rectoanal Inhibitory Reflex, RAIR）。[5]

肛門內括約肌處於持續的張力性收縮狀態，這種靜息張力主要源於其自身的平滑肌活性，但也受到自主神經的調節。

## 功能

### 維持靜息壓力與肛門自制
肛門內括約肌是維持肛管靜息狀態下高壓區的主要結構。 這個高壓區對於阻止糞便和氣體在非排便時間意外漏出至關重要。不同研究估計，肛門內括約肌貢獻了約50%至85%的肛門靜息壓力（一篇文獻指約70%，另一篇指約75%）。剩餘的靜息壓力來自肛門外括約肌的張力性收縮以及肛墊的血管充盈。 即使肛門外括約肌功能正常，單純切斷肛門內括約肌也會明顯降低靜息壓力，但通常不會完全喪失自制能力。

### 直腸肛門抑制反射 (RAIR)
當糞便進入直腸，使直腸壁擴張時，會觸發一個稱為「直腸肛門抑制反射」（RAIR）的反應。 這個反射的特點是肛門內括約肌發生短暫的、非自主性的鬆弛。 同時，肛門外括約肌會反射性地收縮，以防止內容物漏出。
RAIR是由直腸壁內的腸神經系統介導的，不需要中樞神經系統的參與，因此在脊髓損傷患者中仍然存在。 一氧化氮（Nitric Oxide, NO）被認為是介導這個反射的主要神經遞質。 血管活性腸肽（VIP）和三磷酸腺苷（ATP）也可能參與其中。
這個反射具有重要的生理意義：
1. 採樣反射（Sampling Reflex）：內括約肌的鬆弛使得直腸內容物（糞便或氣體）能夠接觸到肛管上段富含感覺神經末梢的黏膜。[15][13] 這使得身體能夠感知內容物的性質（固體、液體或氣體），從而判斷是否需要排便或排氣。[15][13]
2. 啟動排便：如果情況允許排便，RAIR是排便過程啟動的一部分，內括約肌的鬆弛有助於降低肛管阻力。

### 排便過程
在自主排便過程中，除了需要骨盆底肌肉（如恥骨直腸肌）和肛門外括約肌的協同鬆弛以拉直肛門直腸角和降低肛管壓力外，肛門內括約肌的鬆弛（通過RAIR或自主神經調節）也是降低排便阻力的重要環節。 當排便意圖被抑制時，肛門外括約肌和恥骨直腸肌會自主收縮，直腸內容物被推回直腸壺腹，隨後肛門內括約肌會恢復其靜息張力，關閉肛管。

## 藥理學
多種神經遞質和藥物可以影響肛門內括約肌的張力：
- 收縮（增加壓力）：
  - 腎上腺素能α受體激動劑（如去氧腎上腺素/苯腎上腺素, phenylephrine）
- 鬆弛（降低壓力）：
  - 腎上腺素能β受體激動劑
  - 膽鹼能激動劑（效果可變，有時收縮，有時鬆弛）
  - 尼古丁激動劑
  - 一氧化氮
  - 胰高血糖素
  - 酮舍林（Ketanserin）
  - 鈣離子通道阻滯劑（如地爾硫䓬）
  - 腦啡肽（Enkephalin）

生長抑素
- 其他影響：
  - 洛哌丁胺：一種止瀉藥，可增加肛門內括約肌靜息壓力。[17][18]
  - 倍他尼膽鹼（Bethanechol）：一種膽鹼能藥物，可降低靜息壓力。[17]

## 臨床意義
- 先天性巨結腸（Hirschsprung's disease）：這是一種先天性疾病，由於直腸遠端缺乏腸神經系統的神經節細胞，導致肛門內括約肌無法在直腸擴張時正常鬆弛（即缺乏RAIR）。[5][19] 這是診斷此病的一個重要生理學特徵。
- 肛裂：慢性肛裂常伴有肛門內括約肌痙攣和靜息壓力增高。[20] 治療方法之一是進行內括約肌切開術（lateral internal sphincterotomy），即部分切開內括約肌以降低其張力，促進裂口癒合。[3]
- 大便失禁：肛門內括約肌功能減弱或損傷（如手術、創傷、神經病變）導致靜息壓力下降，是導致大便失禁的重要原因之一，尤其對於液體糞便的控制能力會下降。
- 手術相關：在進行涉及肛門括約肌的手術（如瘻管切開術、痔瘡手術）時，需謹慎操作以避免過度損傷肛門內括約肌，以免影響術後肛門功能。括約肌間溝是進行經肛門引流括約肌間膿瘍的重要入路，可通過切開部分內括約肌完成。[21]

## 圖片庫

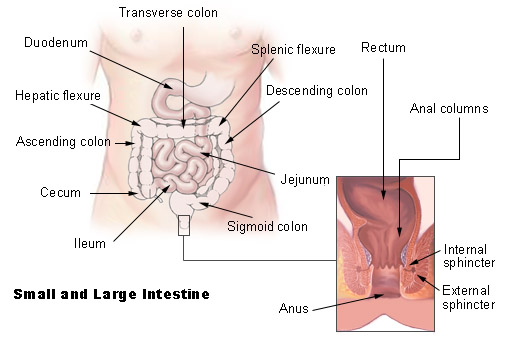
腸道
人體肛門解剖圖